# 沙赫塔尔斯克市镇
沙赫塔尔斯克市级市镇（烏克蘭語：Шахтарська міська громада）是乌克兰顿涅茨克州霍尔利夫卡区的市镇，行政中心为沙赫塔尔斯克。

## 居民点
该市镇包括一个城市（沙赫塔尔斯克）、18个镇和3个村庄。部分镇列表如下：
- 孔塔爾內
- 库利基夫斯凯
- 塞爾迪泰
- 斯蒂日基夫斯凱